# Riom Volley-Ball
Riom Volley Ball est un club de volley-ball basé à Riom Auvergne. Le club a été fondé à la suite de la liquidation financière du  VBC Riom en 2006.
Le VBCRA 3 fois Champion de France, 7 Final Four, 1 Coupe de France.

## Histoire
À la suite de la mise en liquidation du Volley Ball Club Riom Auvergne, le Riom volley-ball est créé grâce à quelques passionnés et  bénévoles qui souhaitent continuer l'aventure du volley auvergnat : la municipalité riomoise les suit dans ce projet ambitieux.
Un nouveau club est fondé et repart à zéro en conservant les effectifs "jeunes" du VBCRA et de nouveaux objectifs. 
L'équipe masculine de Riom accède  en Championnat de France de Nationale 2 de volley-ball masculin en 2009 et l'équipe féminine accède au niveau pré national rapidement après une année en régional.
Christian Bernette, Yves Bremesse, Jean Luc Treilles (ancien adjoint et entraineur de l'équipe PRO féminine), Bruno Corbin seront les principaux "fondateurs" de ce nouveau club.

## Palmarès
Le Riom Volley Ball est sacré Champion d'Auvergne dans différentes catégories chaque année: les 1ers titres en 2006/2007 avec les minimes et cadettes, les régionales féminines et les pré national masculins Champions d'Auvergne.
En 2010/2011 un 1er titre de Champion de France UFOLEP Jeune avec une entente Riom/Cébazat, qui sera renouvelée les deux années suivantes pour deux nouvelles  consécrations
Champion de France Vétérans Hommes en 2011 et 2012, Champion de France Vétérans Femmes en 2012 avec une ossature des "anciennes" joueuses du VBCRA
Le Riom VB aura grâce à sa formation de qualité de nombreux titres chez les jeunes.

## Club
Avec 160 licenciés le RIOM VB se positionne comme un des meilleurs clubs régionaux avec Cébazat et le Stade Clermontois.
En 2012, l'équipe masculine fusionne avec celle de Cébazat pour un "groupement sportif" UGS Riom/Cébazat qui à ce jour pointe en tête de la poule de national 3 et espère accéder à l’échelon supérieur.
Chez les femmes l'objectif sera de monter en national avec un groupe de jeunes femmes issues de la formation d'ici 1 à 2 ans.
La formation reste un objectif prioritaire du club, qui a su développer également son secteur UFOLEP.
Aujourd’hui le club compte plus de 13 équipes dans 7 catégories de jeu différentes.